# Micro-région de Szeged
La micro-région de Szeged (en hongrois : szegedi kistérség) est une micro-région statistique hongroise rassemblant plusieurs localités autour de Szeged.